# Lepidothrix nattereri
A Lepidothrix nattereri a madarak osztályának verébalakúak (Passeriformes) rendjébe és a piprafélék (Pipridae) családjába tartozó faj.

## Rendszerezése
A fajt Philip Lutley Sclater angol ügyvéd és zoológus írta le 1865-ben, a Pipra nembe Pipra nattereri néven.

## Előfordulása
Dél-Amerikában, Bolívia és Brazília területén honos. Természetes élőhelyei a szubtrópusi és trópusi síkvidéki esőerdők. Állandó, nem vonuló faj.

## Megjelenése
Testhossza 8 centiméter.  A nemek különböznek.

## Életmódja
Rovarokkal és pókokkal táplálkozik, de valószínűleg kisebb gyümölcsöt is fogyaszt.

## Természetvédelmi helyzete
Az elterjedési területe rendkívül nagy, egyedszáma viszont csökken, de még nem éri el a kritikus szintet. A Természetvédelmi Világszövetség Vörös listáján nem fenyegetett fajként szerepel.